# Jaramijó (canton)
Jaramijó est un canton d'Équateur situé dans la province de Manabí.